# Drop It like It's Hot
Drop It like It's Hot è una canzone hip hop di Snoop Dogg insieme a Pharrell, estratta come singolo dall'album R&G (Rhythm & Gangsta) The Masterpiece. Snoop esegue il ritornello, il secondo e il terzo verso, mentre Williams canta tutta la prima parte. Il singolo è stato prodotto dai The Neptunes e contiene un campionamento di White Horse di Laid Back. La canzone ha catturato l'attenzione dei media e della critica musicale per via del suo stile minimalista, specie se confrontato con i precedenti brani rap degli anni novanta.

## Il successo
Il singolo ha portato sia Snoop Dogg che Pharrell per la prima volta al primo posto della Billboard Hot 100, dove il brano è rimasto per tre settimane a partire dall'11 dicembre 2004, ed ha inoltre vinto un MTV Video Music Awards 2006 nella categoria "miglior video hip hop", ed un MOBO Award come "miglior video del 2005". La canzone aveva inoltre ricevuto due nomination ai Grammy Award come "migliore canzone rap" e come "migliore performance rap di un gruppo o duo".

## Il video
Il video prodotto per Drop It like It's Hot è stato diretto da Paul Hunter e girato completamente in bianco e nero. Il video segue esattamente ciò che viene descritto nel testo.

## Tracce
CD-Single
1. Drop It like It's Hot - 4:32
2. Get 2 Know U - Snoop Dogg feat. Jelly Roll - 3:36

CD-Maxi
1. Drop It like It's Hot - 4:32
2. Get 2 Know U - Snoop Dogg feat. Jelly Roll - 3:37
3. Drop It like It's Hot (Instrumental) - 4:30
4. Drop It like It's Hot (Video)

## Classifiche
| Classifica (2004) | Posizione massima |
| ----------------- | ----------------- |
| Svizzera          | 3                 |
| Austria           | 9                 |
| Francia           | 21                |
| Paesi Bassi       | 7                 |
| Belgio            | 9                 |
| Svezia            | 25                |
| Finlandia         | 13                |
| Norvegia          | 9                 |
| Danimarca         | 2                 |
| Italia            | 11                |
| Australia         | 4                 |
| Nuova Zelanda     | 1                 |
| Stati Uniti       | 1                 |